# Indigofera bayensis
Indigofera bayensis är en ärtväxtart som beskrevs av Mats Thulin. Indigofera bayensis ingår i släktet indigosläktet, och familjen ärtväxter. Inga underarter finns listade i Catalogue of Life.